# Liste der Wiener Parks und Gartenanlagen/Meidling
Diese Liste umfasst jene Parks und Gartenanlagen, die sich im 12. Wiener Gemeindebezirk Meidling befinden und einen Namen tragen:
| Name                              | Bild | Standort                                     | Jahr der Errichtung | Benannt nach | Fläche in m² | Bauten | Kunstobjekte                          | Naturdenkmäler | Anmerkungen                                                                     |
| --------------------------------- | ---- | -------------------------------------------- | ------------------- | --- | ------------ | --- | ------------------------------------- | -------------- | ------------------------------------------------------------------------------- |
| Anton-Krutisch-Park               |      | Arndtstraße Koordinaten                      | 2004 (Benennung)    | Anton Krutisch | 2.460        | | Zwei Spielplastiken: Bär und Pferd    |                |                                                                                 |
| Bil-Spira-Park                    |      | Schwenkgasse Koordinaten                     | 2019 (Benennung)    | Bil Spira (1913–1999), Illustrator, Karikaturist, Widerstandskämpfer, KZ-Überlebender                                                                         |              | |                                       |                |                                                                                 |
| Christine-Busta-Park              |      | Tivoligasse Koordinaten                      | 1903                | Christine Busta | 5.780        | |                                       |                | Volkstümlich nach einem vorher hier befindlichen Gebäude Füchslehofpark genannt |
| Franz-Hübel-Park                  |      | Jägerhausgasse Koordinaten                   | 2013 (Benennung)    | Franz Hübel (1911–2004), Pfarrer von Hetzendorf | 10.100       | |                                       |                |                                                                                 |
| Friederike-Stoiber-Park           |      | Abermanngasse Koordinaten                    | 2009 (Benennung)    | Friederike Stoiber (1940–1999), erste Leiterin des Pensionistenwohnheims Hetzendorf                                                                           | 1.910        | |                                       |                |                                                                                 |
| Grete-Salzer-Park                 |      | Sechtergasse Koordinaten                     | 2019 (Benennung)    | Grete Salzer (1882–?), Gartenarchitektin, Gründerin und Leiterin einer Gartenbauschule, musste 1939 aufgrund ihrer jüdischen Herkunft nach England emigrieren | 1.700        | |                                       |                |                                                                                 |
| Haydnpark                         |      | Gaudenzdorfer Gürtel Koordinaten             | 1926                | Joseph Haydn | 13.130       | Kinderfreibad aus der Entstehungszeit (nicht mehr vorhanden) | Ehemaliger Grabstein Haydns           |                | Anstelle des Hundsturmer Friedhofs, Begräbnisstätte Haydns                      |
| Hermann-Leopoldi-Park             |      | Niederhofstraße Koordinaten                  | 1984                | Hermann Leopoldi | 6.060        | | Brunnen (Muhr, 1983)                  |                | Auf dem Gelände des ehemaligen Pfannschen Bades                                 |
| Karl-Voitl-Park                   |      | Ecke Schlöglgasse/Jägerhausgasse Koordinaten | 2003 (Benennung)    | Karl Voitl (1936–2001), Fußballer und Fußballfunktionär | 1.020        | |                                       |                |                                                                                 |
| Marillenalm                       |      | Steinweisweg Koordinaten                     | 1979                | den hier befindlichen Marillenbäumen | 9.970        | |                                       |                |                                                                                 |
| Miep-Gies-Park                    |      | Kabelwerkgründe Koordinaten                  | 2008                | Miep Gies | 12.640       | |                                       |                |                                                                                 |
| Paula-von-Mirtow-Park             |      | Marx-Meidlinger-Straße Koordinaten           | 2019 (Benennung)    | Paula von Mirtow (1897–1970), Botanikerin, Lehrerin, musste 1939 aufgrund ihrer jüdischen Herkunft nach England emigrieren                                    | 4.300        | |                                       |                |                                                                                 |
| Stadtwildnis Gaudenzdorfer Gürtel |      | Gaudenzdorfer Gürtel Koordinaten             |                     | dem Gaudenzdorfer Gürtel | 13.810       | |                                       |                | Kein gärtnerisch gepflegter Park                                                |
| Steinbauerpark                    |      | Steinbauergasse Koordinaten                  |                     | Johann Steinbauer (1750–1823), lokaler Grundbesitzer | 11.340       | |                                       |                |                                                                                 |
| Theodor-Körner-Park               |      | Breitenfurter Straße Koordinaten             | 1938 (Benennung)    | Karl Theodor Körner | 6.900        | | Kriegerdenkmal des Ersten Weltkrieges |                |                                                                                 |
| Theresienbadpark                  |      | Ruckergasse Koordinaten                      |                     | dem Theresienbad | 7.550        | Meidlinger Künstler-Denkmal (Hänlein, 1926), Bronzeplastik Schwimmer (Thiede, 1955), Gedenkstein an den Bienenzüchter Johann Freiherr von Ehrenfels (1767–1843) |                                       |                |                                                                                 |
| Vivenotpark                       |      | Vivenotgasse Koordinaten                     |                     | | 2.200        | |                                       |                | auch bekannt als Miesbachgarten                                                 |
| Wilhelmsdorfer Park               |      | Deckergasse Koordinaten                      | 1909                | dem ehemaligen Vorort Wilhelmsdorf | 17.070       | WC-Anlage (Fa. Beetz, 1909) | Gedenkstein zur Parkeröffnung         |                | Volkstümlich auch Deckerpark genannt                                            |